# Sân vận động Quốc gia (Andorra)
Sân vận động Quốc gia (tiếng Catalunya: Estadi Nacional) là một sân vận động nằm ở Andorra la Vella, Andorra. Đây là sân vận động quốc gia của Andorra, được sử dụng cho bóng đá và rugby union.
Sân có sức chứa 3.306 chỗ ngồi và mặt sân được làm bằng cỏ nhân tạo.

## Lịch sử
Sân vận động được xây dựng tại khu đất cũ của Camp d'Esports del M.I. Consell General. Sân được khởi công xây dựng vào năm 2013 và hoàn thành vào năm 2014.
Sân vận động là sân nhà của đội tuyển bóng đá quốc gia Andorra và đội tuyển rugby union quốc gia Andorra. Trận đấu chính thức đầu tiên là thất bại 1–2 trước Wales tại vòng loại Euro 2016, diễn ra vào ngày 9 tháng 9 năm 2014, sau khi sân nhân tạo 3G vượt qua kiểm tra của UEFA một tuần trước trận đấu.
Vào tháng 8 năm 2015, Chính phủ Quốc gia và FC Andorra đã đồng ý rằng câu lạc bộ sẽ chơi ở Sân vận động Quốc gia trong hai tháng đầu tiên của mùa giải 2015-16, cho đến khi công trình ở Camp de la Borda Mateu hoàn thành.

## Lượng khán giả tại các trận đấu chính thức
Tính đến 17 tháng 11 năm 2019

### Các trận đấu bóng đá
| Mùa giải                    | Tổng cộng | Cao nhất | Thấp nhất | Trung bình |
| --------------------------- | --------- | -------- | --------- | ---------- |
| Vòng loại Euro 2016         | 11.778    | 3.150    | 1.054     | 2.354      |
| Vòng loại World Cup 2018    | 10.484    | 3.193    | 1.115     | 2.097      |
| UEFA Nations League 2018-19 | 3.567     | 1.311    | 1.021     | 1.189      |
| Vòng loại Euro 2020         | 9.718     | 3.187    | 947       | 1.944      |

Nguồn:

### Các trận đấu rugby
| Mùa giải                                   | Tổng cộng | Cao nhất | Thấp nhất | Trung bình |
| ------------------------------------------ | --------- | -------- | --------- | ---------- |
| Cúp Quốc gia châu Âu 2014-16               | 1.300     | 500      | 300       | 433        |
| Giải bóng bầu dục Hội nghị châu Âu 2016-17 | 1.400     | 1.000    | 400       | 700        |
| Giải bóng bầu dục Hội nghị châu Âu 2017-18 | 1.100     | 600      | 500       | 550        |
| Giải bóng bầu dục Hội nghị châu Âu 2018-19 | 1.000     | 600      | 400       | 500        |